# 2019冠狀病毒病大洋洲疫情
2019冠狀病毒病大洋洲疫情，在澳洲及紐西蘭有相當程度的爆發。但由於在大擴散時，多個大洋洲國家封鎖關卡。

## 澳大利亞
截至2020年3月1日，澳大利亚共有156人确诊感染新型冠状病毒。24名患者已康复出院，剩余患者病情均稳定。33人中有10宗个案与钻石公主号邮轮有关，其中1人死亡。

## 美拉尼西亞地區

### 所罗门群岛
2020年10月3日，所罗门群岛报告首例新冠肺炎确诊病例。

## 密克羅尼西亞地區

### 密克罗尼西亚联邦
2021年1月8日，密克罗尼西亚联邦报告首例2019冠状病毒病确诊病例。

### 瑙鲁
2022年4月2日。諾魯瑙鲁报告首例2019冠状病毒病确诊病例。